# Sainte-Marie-Lapanouze
Sainte-Marie-Lapanouze è un comune francese di 62 abitanti situato nel dipartimento della Corrèze nella regione della Nuova Aquitania.

## Società

### Evoluzione demografica
Abitanti censiti